# Tricyphistis cyanorma
Tricyphistis cyanorma är en fjärilsart som beskrevs av Edward Meyrick 1934. Tricyphistis cyanorma ingår i släktet Tricyphistis och familjen stävmalar. Inga underarter finns listade i Catalogue of Life.